# Nuestros clásicos contemporáneos
Nuestros clásicos contemporáneos es una colección de libros publicada por la editorial española Planeta a finales del siglo XX. La colección está formada por cincuenta obras de ficción publicadas por autores españoles entre 1946 y 1995. Cada año está representado en la colección por un único libro publicado en ese mismo año.

## Novelas incluidas en la colección
A continuación se muestra la lista de los libros incluidos en la colección. De los cincuenta libros, catorce, los que están marcados con un asterisco (*), fueron también incluidos por el diario El Mundo en su Lista de las 100 mejores novelas en español del siglo XX.

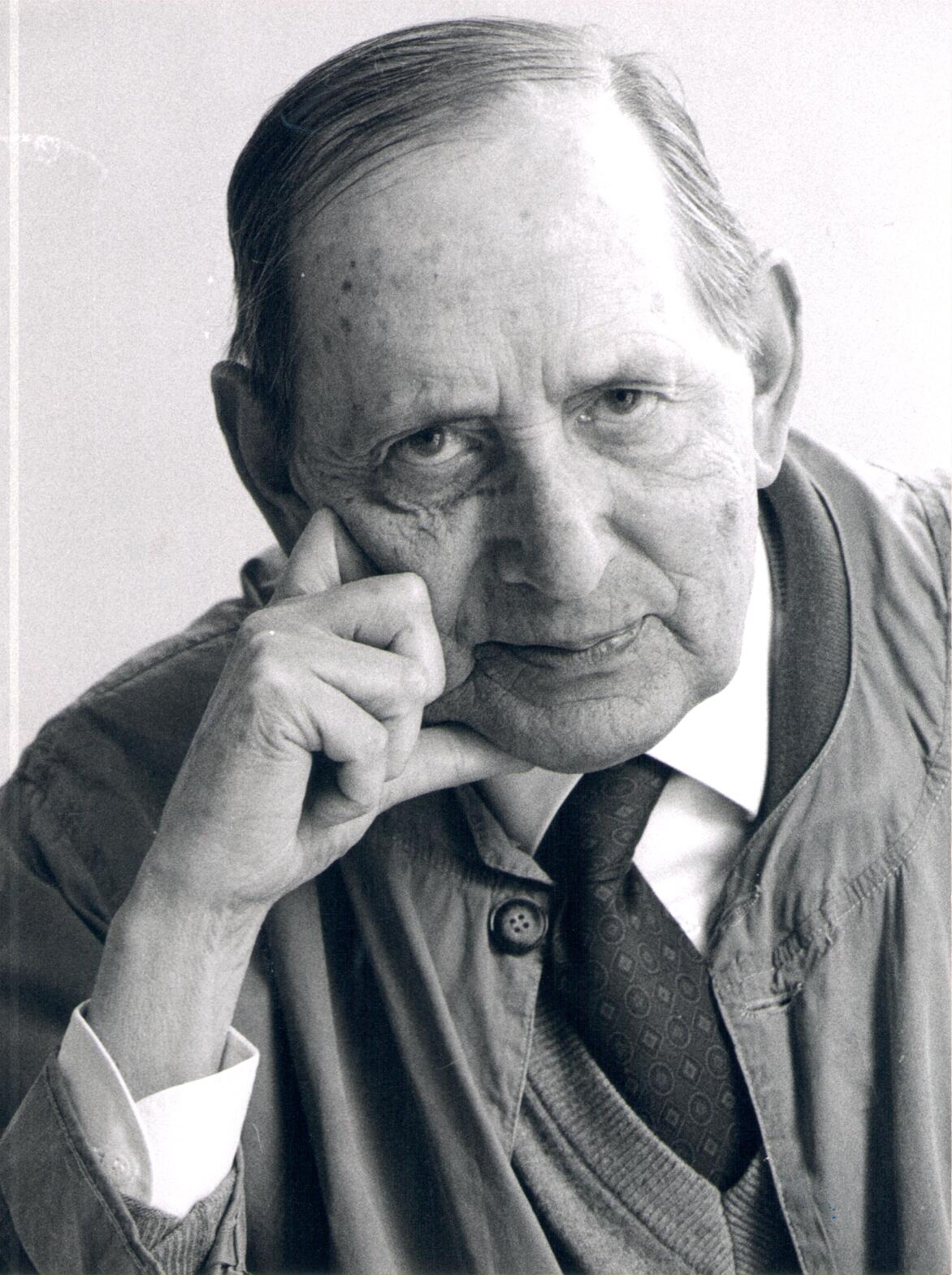
Tres novelas de Miguel Delibes fueron publicadas en la colección.

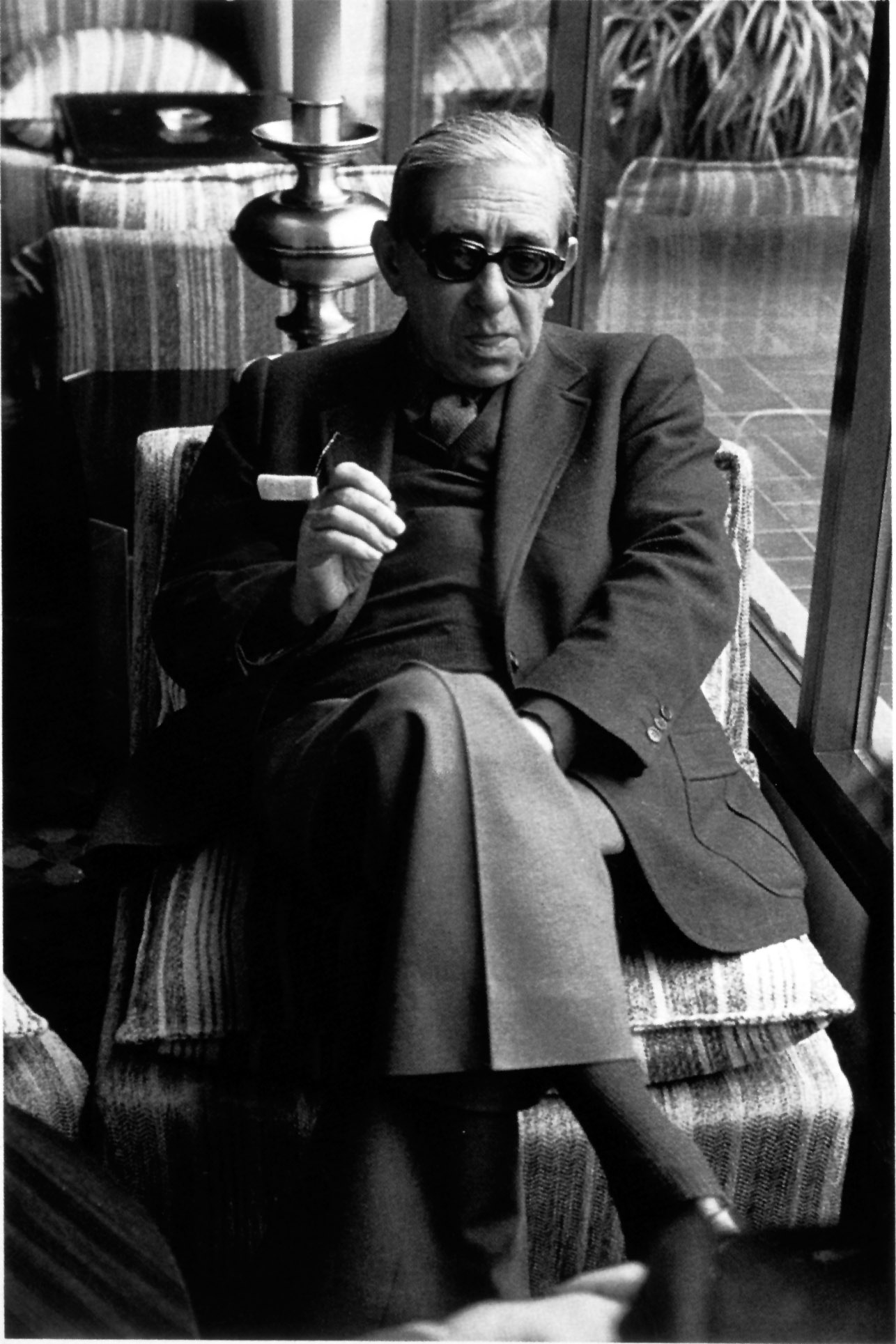
Tres novelas de Torrente Ballester fueron publicadas en la colección.

- 1946. Memorias de Leticia Valle, de Rosa Chacel.
- 1947. Un hombre, de José María Gironella.
- 1948. La úlcera, de Juan Antonio de Zunzunegui.
- 1949. La cabeza del cordero, de Francisco Ayala.*
- 1950. El camino, de Miguel Delibes.
- 1951. La colmena, de Camilo José Cela.*
- 1952. Helena o el mar del verano, de Julián Ayesta.
- 1953. Réquiem por un campesino español, de Ramón J. Sender.*
- 1954. Cuerpo a tierra, de Ricardo Fernández de la Reguera.
- 1955. Duelo en El Paraíso, de Juan Goytisolo.
- 1956. El Jarama, de Rafael Sánchez Ferlosio.*
- 1957. Desiderio, de Ignacio Agustí.
- 1958. Los clarines del miedo, de Ángel María de Lera.
- 1959. Nuevas amistades, de Juan García Hortelano.
- 1960. Primera memoria, de Ana María Matute.
- 1961. Tiempo de silencio, de Luis Martín-Santos.*
- 1962. Dos días de setiembre, de José Manuel Caballero Bonald.
- 1963. Campo del moro, de Max Aub.
- 1964. Mundo, demonio y pescado, de Álvaro de Laiglesia.
- 1965. El roedor de Fortimbrás, de Gonzalo Suárez.
- 1966. Cinco horas con Mario, de Miguel Delibes.*
- 1967. Volverás a Región, de Juan Benet.*
- 1968. Ines just coming, de Alfonso Grosso.
- 1969. El rapto de las Sabinas, de Francisco García Pavón.
- 1970. La oscura historia de la prima Montse, de Juan Marsé.*
- 1971. Los dominios del lobo, de Javier Marías.
- 1972. Vida y fugas de Fanto Fantini della Gherardesca, de Álvaro Cunqueiro.
- 1973. Pantaleón y las visitadoras, de Mario Vargas Llosa.
- 1974. Ágata ojo de gato, de José Manuel Caballero Bonald.*
- 1975. Mortal y rosa, de Francisco Umbral.*
- 1976. La vida perra de Juanita Narboni, de Ángel Vázquez.
- 1977. La novia judía, de Leopoldo Azancot.
- 1978. Extramuros, de Jesús Fernández Santos.
- 1979. Creció espesa la yerba..., de Carmen Conde.
- 1980. La isla de los Jacintos Cortados, de Gonzalo Torrente Ballester.
- 1981. Los santos inocentes, de Miguel Delibes.*
- 1982. Un día volveré, de Juan Marsé.
- 1983. Te trataré como a una reina, de Rosa Montero.
- 1984. Mansura, de Félix de Azúa.
- 1985. El Griego, de Jesús Fernández Santos.
- 1986. La ciudad de los prodigios, de Eduardo Mendoza.*
- 1987. El invierno en Lisboa, de Antonio Muñoz Molina.
- 1988. La lluvia amarilla, de Julio Llamazares.
- 1989. Juegos de la edad tardía, de Luis Landero.*
- 1990. Galíndez, de Manuel Vázquez Montalbán.*
- 1991. Te llamaré Viernes, de Almudena Grandes.
- 1992. La muerte del Decano, de Gonzalo Torrente Ballester.
- 1993. El sexo de los ángeles, de Terenci Moix.
- 1994. Caballeros de fortuna, de Luis Landero.
- 1995. La boda de Chon Recalde, de Gonzalo Torrente Ballester.